# Дусановський Степан Львович
Степа́н Льво́вич Дусано́вський (нар. 8 листопада 1939, с. Соснів — 30 червня 2018, м. Тернопіль, Україна) — український учений-аграрник, педагог, доктор економічних наук (1990), професор (1992), академік Української екологічної академії наук. Заслужений працівник народної освіти України.

## Життєпис
С. Л. Дусановський народився 8 листопада у селі Соснів Теребовлянського району, Тернопільської області.
Там само пішов у школу. У 1963 р. закінчив Львівський сільськогосподарський інститут, у 1976 р. — аспірантуру Київського науково-дослідного інституту цукрових буряків. У 1977 р. захистив кандидатську дисертацію на тему: «Економічне обґрунтування організації сировинних зон цукрових заводів», у 1990 — докторську дисертацію на тему: «Основні напрями підвищення ефективності територіальної організації бурякоцукрового виробництва в регіоні».

## Основні наукові праці
- Дусановський, С. Л. Виробничий потенціал АПК [Текст]: монографія / С. Л. Дусановський, М. Г. Саєнко. — Т. : ТАЙП, 2011. — 128 с.
- Дусановський, С. Л. Економічні аспекти функціонування і розвитку продовольчого ринку регіону [Текст]: монографія / С. Л. Дусановський, М. А. Горлачук, С. Д. Пластун. — Т. : Горлиця, 2007. — 234 с.
- Дусановський, С. Л. Економічні основи розвитку АПК в ринкових умовах [Текст]: монографія / С. Л. Дусановський, Є. М. Білан. — Т. : Економічна думка, 2003. — 198 с.
- Дусановський, С. Л. Планування на підприємствах агропомислового виробництва [Текст]: підручник / С. Л. Дусановський. — Т. : Збруч, 2003. — 348 с.
- Дусановський, С. Л. Планування на підприємствах агропромислового виробництва [Текст]: навч. підручник / С. Л. Дусановський. — Т. : [б. в.], 2010. — 211 с.
- Дусановський, С. Л. Продовольчий ринок регіону та перспективи його розвитку [Текст] / С. Л. Дусановський, С. Д. Пластун. — Т. : ТзОв" Терно-Граф", 2005. — 103 с.
- Економіка і організація підприємств та об'єднань переробних галузей [Текст]: навч. посіб. / С. Л. Дусановський, М. К. Пархомець, Р. Р. Баглей [та ін.] ; за ред. С. Л. Дусановського, М. К. Порхомця. — Т.: Кошлатий Є. А., 2006. — 262 с.
- Економіка підприємств АПК [Текст]: навч. посіб. / С. Л. Дусановський, Р. Р. Баглей, М. А. Горлачук [та ін.] ; за ред. С. Л. Дусановського, М. А. Горлачука. — Т. : Горлиця, 2012. — 258 с.
- Економіка підприємств АПК [Текст]: навч. посіб. / С. Л. Дусановський, М. К. Пархомець, Р. Р. Баглей [та ін.] ; за ред. С. Л. Дусановського. — Т. : Горлиця, 2008. — 258 с.
- Економіка підприємств АПК [Текст]: навч. посіб. / С. Л. Дусановський, М. К. Пархомець, С. С. Габор [та ін.] ; за ред. С. Л. Дусановського, М. К. Пархомця. — Т. : Економічна думка, 2005. — 249 с.
- Іванух, Р. А. Аграрна економіка і ринок [Текст]: монографія / Р. А. Іванух, С. Л. Дусановський, Є. М. Білан. — Т. : Економічна думка, 2003. — 256 с.
- Організація виробництва в агропромислових підприємствах [Текст]: навч. посіб. / С. Л. Дусановський, Є. В. Ковба, М. Г. Саєнко [та ін.] ; за ред. Дусановського С. Л. — Т. : Тайп, 2005. — 256 с.
- Організація виробництва в агропромислових підприємствах [Текст]: навч. посіб. / С. Л. Дусановський, Є. В. Ковба, М. Г. Саєнко [та ін.] ; за ред. С. Л. Дусановського. — Т. : Збруч, 2003. — 325 с.
- Організація та планування виробництва в агропромислових підприємствах [Текст]: навч. посіб. / С. Л. Дусановський, М. Г. Саєнко, М. Г. Пушкар [та ін.] ; за ред. С. Л. Дусановського. — Тернопіль: ТНЕУ, 2011. — 243 с.
- Системи технологій агропромислового виробництва [Текст]: навч. посіб. / Є. М. Сивак, К. К. Крайняк, І. С. Брощак, В. М. Коваль ; за ред. Дусановського С. Л. — Тернопіль: [б. в.], 2008. — 194 с.
- Юрій, С. І. Економічні та соціальні аспекти розвитку господарського комплексу України [Текст]: монографія / С. І. Юрій, Р. А. Іванух, С. Л. Дусановський. — Тернопіль: Збруч, 2003. — 468 с.
- Дусановський, С. Організаційно-економічні основи відродження цукробурякового підкомплексу регіону [Текст] / С. Дусановський, Р. Баглей // Регіональні аспекти розвитку продуктивних сил України: зб. наук. праць каф. управління трудовими ресурсами і розміщення продуктивних сил Терноп. держ. екон. ун-ту. — 2011. — Вип. 16. — С. 16-19.
- Дусановський, С. Основні напрямки підвищення ефективності бурякоцукрового підкомплексу України [Текст] / С. Дусановський // Наукові записки Тернопільського державного педагогічного університету ім. В. Гнатюка. Сер. : Економіка. — 2007. — № 21. — С. 196—200.
- Дусановський, С. Продовольчий ринок регіону: сучасний стан і перспективи розвитку: [на прикладі Хмельницької області] [Текст] / С. Дусановський, М. Горлачук // Регіональні аспекти розвитку продуктивних сил України: зб. наук. праць каф. управління трудовими ресурсами і розміщення продуктивних сил Терноп. нац. екон. ун-ту. — 2007. — Вип.12. — С. 5-12.
- Дусановський, С. Регіональні особливості виробництва сільськогосподарської продукції: [сільське господарство Хмельницької області] [Текст] / С. Дусановський, С. Пластун // Регіональні аспекти розвитку і розміщення продуктивних сил України: зб. наук. праць каф. управління трудовими ресурсами і розміщення продуктивних сил Терноп. держ. екон. ун-ту. — 2005. — Вип. 10. — С. 15-17.
- Дусановський, С. Удосконалення ринкових відносин в аграрній сфері виробництва [Текст] / С. Дусановський // Регіональні аспекти розвитку продуктивних сил України: зб. наук. праць каф. управління трудовими ресурсами і розміщення продуктивних сил Терноп. нац. екон. ун-ту. — 2014. — Вип. 19. — С. 5-8.
- Дусановський, С. Л. Земельні ресурси та їх використання в ринкових умовах [Текст] / С. Л. Дусановський, М. А. Горлачук // Інноваційна економіка. — 2012. — № 3. — С. 274—279.
- Дусановський, С. Л. Рівень продовольчого забезпечення населення та шляхи його поліпшення [Текст] / С. Л. Дусановський // Інноваційна економіка. — 2007. — № 4. — С. 17-22.
- Дусановський, Степан Аграрний сектор регіону в умовах різних форм господарювання: проблеми і перспективи [Текст] / Степан Дусановський // Регіональні аспекти розвитку продуктивних сил України: зб. наук. праць каф. управління трудовими ресурсами і розміщення продуктивних сил Терноп. держ. екон. ун-ту. — 2013. — Вип. 18. — С. 5-10.
- Дусановський, С. Актуальні проблеми розвитку аграрного сектору економіки в ринкових умовах [Текст] / Степан Дусановський // Вісник Тернопільського національного економічного університету. — 2015. — Вип. 1. — С. 16-23.
- Дусановський, С. Організаційно-економічні аспекти розвитку продовольчого ринку регіону в контексті вступу України до СОТ [Текст] / Степан Дусановський, Микола Горлачук // Вісник Тернопільського національного економічного унверситету. — 2008. — Вип. 2. — С. 109—116.